# Kernkraftwerk Haiyang
Das Kernkraftwerk Haiyang ist ein Kernkraftwerk in der kreisfreien Stadt Haiyang, bezirksfreie Stadt Yantai, Provinz Shandong, Volksrepublik China, das an der Südküste der Shandong-Halbinsel am Gelben Meer liegt. Mit Stand August 2023 sind zwei Reaktorblöcke mit einer installierten Leistung von zusammen 2500 MW in Betrieb; zwei weitere Blöcke mit einer installierten Leistung von zusammen 2506 MW sind in Bau und sollen 2027 den Betrieb aufnehmen.
Das Kraftwerk wird in drei Bauphasen errichtet; jede Phase besteht dabei aus der Errichtung von zwei Reaktorblöcken. Im Endausbau soll das Kraftwerk aus sechs Blöcken bestehen.

## Phase 1
Die Phase 1 umfasst die Errichtung von zwei Reaktorblöcken mit jeweils einem Druckwasserreaktor (DWR) des Typs AP-1000. Die Kosten für die Errichtung der ersten beiden Blöcke werden mit 5,3 Mrd. USD angegeben. Die Turbinen für die Blöcke 1 und 2 wurden von Mitsubishi Heavy Industries geliefert.

### Block 1
Der Block 1 verfügt über einen DWR vom Typ AP-1000 mit einer Netto- bzw. Bruttoleistung von 1170 (Design 1126) bzw. 1250 MWe; seine thermische Leistung liegt bei 3415 MWt.
Mit dem Bau von Block 1 wurde am 24. September 2009 begonnen. Am 8. August 2018 erreichte der Reaktor erstmals die Kritikalität. Er wurde am 17. August 2018 mit dem Stromnetz synchronisiert und nahm am 22. Oktober 2018 den kommerziellen Betrieb auf. Der Block 1 hat von 2018 bis Ende 2022 insgesamt 39,62 TWh Strom erzeugt; im Jahr 2022 erzielte er mit 8409 Betriebsstunden und einer Produktion von 9520,82 GWh sein bestes Ergebnis.

### Block 2
Der Block 2 verfügt über einen DWR vom Typ AP-1000 mit einer Netto- bzw. Bruttoleistung von 1170 (Design 1126) bzw. 1250 MWe; seine thermische Leistung liegt bei 3415 MWt.
Mit dem Bau von Block 2 wurde am 20. Juni 2010 begonnen. Am 29. September 2018 erreichte der Reaktor erstmals die Kritikalität. Er wurde am 13. Oktober 2018 mit dem Stromnetz synchronisiert und nahm am 9. Januar 2019 den kommerziellen Betrieb auf. Der Block 2 hat von 2018 bis Ende 2022 insgesamt 38,86 TWh Strom erzeugt; im Jahr 2019 erzielte er mit 8711 Betriebsstunden und einer Produktion von 9935,22 GWh sein bestes Ergebnis.

## Phase 2
Die Phase 2 umfasst die Errichtung von zwei Reaktorblöcken mit jeweils einem DWR des Typs CAP1000. Im April 2022 gab der Staatsrat der Volksrepublik China seine Zustimmung zum Bau der beiden Blöcke.

### Block 3
Der Block 3 verfügt über einen DWR vom Typ CAP1000 mit einer Netto- bzw. Bruttoleistung von 1161 bzw. 1253 MWe; seine thermische Leistung liegt bei 3400 MWt.
Mit dem Bau von Block 3 wurde am 7. Juli 2022 begonnen.

### Block 4
Der Block 4 verfügt über einen DWR vom Typ CAP1000 mit einer Netto- bzw. Bruttoleistung von 1161 bzw. 1253 MWe; seine thermische Leistung liegt bei 3400 MWt.
Mit dem Bau von Block 4 wurde am 22. April 2023 begonnen.

## Eigentümer
Das Kernkraftwerk ist im Besitz der China Power Investment Corporation und wird von der Shandong Nuclear Power Company, Ltd. betrieben.

## Fernwärme
Im November 2019 wurde ein Pilotprojekt zur Versorgung eines lokalen Fernwärmenetzes unternommen, das durch Dampf aus dem Sekundärkreislauf der beiden ersten Reaktorblöcke versorgt werden soll; im Rahmen des Pilotprojekts wurden 700.000 m² Gebäudefläche geheizt. Im November 2020 wurde der kommerzielle Betrieb aufgenommen; die beheizte Fläche wurde bis zum November 2021 auf 5,2 Mio. m² erweitert. Mit den beiden Reaktorblöcken können bis zu 30 Mio. m² Gebäudefläche geheizt werden.
Im Februar 2023 wurde mit den Arbeiten an einer 23 km langen Leitung begonnen, um weitere Regionen an die Fernwärmeversorgung anzuschließen; die dadurch beheizte Fläche soll 13 Mio. m² betragen. Das Projekt ging im November 2023 in Betrieb.

## Daten der Reaktorblöcke
Das Kernkraftwerk Haiyang hat vier Blöcke (Quelle: IAEA, Stand: August 2023):
| Block | Reaktortyp | Modell  | Status     | Netto- leistung in MWe (Design) | Brutto- leistung in MWe | Therm. Leistung in MWt | Baubeginn  | Erste Kritikalität | Erste Netzsyn- chronisation | Kommer- zieller Betrieb | Abschal- tung | Einspeisung in TWh |
| ----- | ---------- | ------- | ---------- | ------------------------------- | ----------------------- | ---------------------- | ---------- | ------------------ | --------------------------- | ----------------------- | ------------- | ------------------ |
| 1     | PWR        | AP-1000 | In Betrieb | 1170 (1126)                     | 1250                    | 3415                   | 24.09.2009 | 08.08.2018         | 17.08.2018                  | 22.10.2018              | –             | 39,62              |
| 2     | PWR        | AP-1000 | In Betrieb | 1170 (1126)                     | 1250                    | 3415                   | 20.06.2010 | 29.09.2018         | 13.10.2018                  | 09.01.2019              | –             | 38,86              |
| 3     | PWR        | CAP1000 | In Bau     | 1161                            | 1253                    | 3400                   | 07.07.2022 | –                  | –                           | –                       | –             | –                  |
| 4     | PWR        | CAP1000 | In Bau     | 1161                            | 1253                    | 3400                   | 22.04.2023 | –                  | –                           | –                       | –             | –                  |